# Paul Chaleil
Paul Chaleil (Marsiglia, 1913 – Parigi, 22 settembre 1983) è stato un presbitero francese, S.I., appartenente alla chiesa greco-cattolica russa.

## Biografia
Studia al Collegium Russicum di Roma e nel 1933 viene ordinato sacerdote di rito bizantino della chiesa greco-cattolica russa.
Dal 1939 lavora nella missione russa in Manciuria e insegna al liceo San Nicola a Harbin. Dopo l'instaurarsi del potere comunista in Cina, il 22 dicembre 1948, i sacerdoti cattolici vengono arrestati dalla milizia cinese e poi vengono consegnati agli agenti dei servizi di sicurezza dell'URSS.
In seguito Chaleil viene rinchiuso nella prigione di Čita. Dopo l'inchiesta e il processo  è condannato a 10 anni di Gulag in un lager da scontarsi in Siberia al Tajšetlag, un complesso di campi presso la città di Tajšet. Nel 1956 viene amnistiato e mandato in Occidente.
Giunto a Parigi, fonda il centro per la conoscenza della cultura religiosa russa I due orsi (Foyer Culturel Franco-Russe «Aux Deux Ours»). Fa conoscere la Divina Liturgia nelle parrocchie parigine. Soffre per una malattia alle gambe dovuta alla permanenza in lager.
Muore di gangrena alle gambe nel 1983.